# Porabsko narečje
Porabsko narečje (tudi porabščina ali porabska slovenščina) je najsevernejšo narečje prekmurščine, ki ga govorijo na Madžarskem v Slovenskem Porabju. Jezikoslovno gledano je porabsko narečje del goričkega narečja, vendar je več desetletij trajajoča državna razmejitev povzročila, da se narečji razlikujeta. S trianonsko mirovno pogodbo je Slovensko Porabje po prvi svetovni vojni pripadlo Madžarski in po drugi svetovni vojni je Porabje postalo obmejni pas komunistične Madžarske, zato je porabsko narečje ostalo brez prekmurskih in ostalih slovenskih jezikovnih stikov in ohranilo največ prekmurskih arhaičnih elementov, medtem ko so v prekmurščino začeli vstopati elementi knjižne slovenščine.

## Porabsko narečje kot pokrajinski knjižni jezik
Porabsko narečje ima po mnenju nekaterih raziskovalcev vlogo pokrajinskega knjižnega jezika. Zaradi znanih družbeno-političnih in jezikovnokulturnih razmer je namreč to narečje ohranilo del funkcij, ki v matični državi pripadajo knjižni slovenščini, le-ta pa Porabskim Slovencem predstavlja velike težave. Da imajo Porabski Slovenski težave v sporazumevanju v knjižni slovenščini, so leta 1994 dognale tudi raziskave Inštituta za narodnostna vprašanja v Ljubljani. Oblikovalci porabskega javnega življenja so, ker jim drugega ni preostalo, na to jezikovno bariero enostavno reagirali z novim sociolongvističnim modelom, v katerem so spremenili siceršnje standardno razmerje med narečjem in knjižnim jezikom. Tako je porabsko narečje "nadstandardno" prevzelo nekatere funkcije knjižnega jezika in postalo porabska slovenščina. Ostala je jezik verskega obredja, zaživela je kot jezik leposlovja, časopis Porabje in Radio Monošter pa sta zaradi mešanja prispevkov v knjižnem jeziku in porabskem narečju postala dvojezična.

## Narečne posebnosti
Porabsko narečje ima dve veliki skupini: števanovsko in gornjeseniško podnarečje. Števanovsko govorijo v Števanovcih, na Verici-Ritkarovcih, v Otkovcih, Slovenski vesi, Andovcih in Sakalovcih, gornjeseniško pa na Gornjem in Dolnjem Seniku in nekaj tudi v Ritkarovcih.

Gornjeseniško narečje spada bližje h goričkem narečju. V števanovskem narečju je največ glasov ö in dvoglasnikov öj. Gornjeseniško ou dvoglasnik izgovori, ampak se v števanovskem narečju spremeni v au.
| števanovsko | gornjeseniško | goričko  | slovensko |
| ----------- | ------------- | -------- | --------- |
| löjpati     | lüjpati       | lüpati   | ličkati   |
| Baug        | Boug          | Boug     | Bog       |
| sto         | što           | što      | kdo       |
| domau       | domou         | domou    | domov     |
| čöjen se    | čüjen se      | čüjen se | slišan se |

Števanovsko narečje obilokrat izgovori glasi tj, dj (gj, kj), ampak gornjeseniško narečje samo k in g.
| števanovsko | gornjeseniško | slovensko |
| ----------- | ------------- | --------- |
| djünec      | günec         | vol       |
| tjeden      | keden         | teden     |
| dja sam     | ge san        | jaz sem   |
| gjezerokrát | gezerokrát    | tisočkrat |
| kjüščer     | küščer        | kuščar    |

Prav tako v števanovskem govoru e glas pogostokrat tako zveni, da á (Franc-Ferenc-Feránc). V števanovškem narečju je največja eliminacija soglasnikov in samoglasnikov, tako besede se krajšajo.
| števanovsko | knjižno prekmursko | slovensko |
| ----------- | ------------------ | --------- |
| 'dé         | gde, kde           | kjer      |
| 'tomi       | k tomi             | tega      |
| 'da         | gda, kda           | kdaj      |
| tjeko       | keliko, kelko      | koliko    |

Vsak govor ima leksikalno samosvojost. Napr. Kako da ne na Gornjem Seniku je kajpanej, v Števanovcih in na Verici kajbinej, dokler v Otkovcih kajvinej.
Avgust Pavel je leta 1942 poudaril, da žene v Porabju in na Severnem Goričkem ponekod v vsakem sklonu moški spol govorijo. Napr. Kaj sem hotel? v standardni prekmurski obliki ženskem spolu je Ka sam štejla? ampak žene v Porabju ne rabijo ženske oblike, temveč moško: Ka san što.